# World Scientific
World Scientific Publishing — видавництво наукової технічної та медичної літератури, книжок та журналів, з штаб квартирою в Сингапурі. Компанію засновано 1981 року. Видавництво публікує приблизно 500 книг на рік та понад 150 наукових журналів із різних областей. 1995 року World Scientific став співзасновником лондонського видавництва Imperial College Press разом із Імперським коледжем науки, технології та медицини.

## Структура компанії
Офіс компанії знаходиться в Сингапурі. Голова та головний редактор — Пуа Кок Кху, директор з питань менеджменту Дорін Лю. Вони були засновниками компанії в 1981.

## Виноски
1. ↑  GRID Release 2017-05-22 — 2017-05-22 — 2017. — doi:10.6084/M9.FIGSHARE.5032286
2. ↑  Doreen Liu, Asia Pacific Entrepreneurship Awards. Архів оригіналу за 7 березня 2016. Процитовано 2 вересня 2016. [Архівовано 2016-03-07 у Wayback Machine.]